# Портативний концентратор кисню

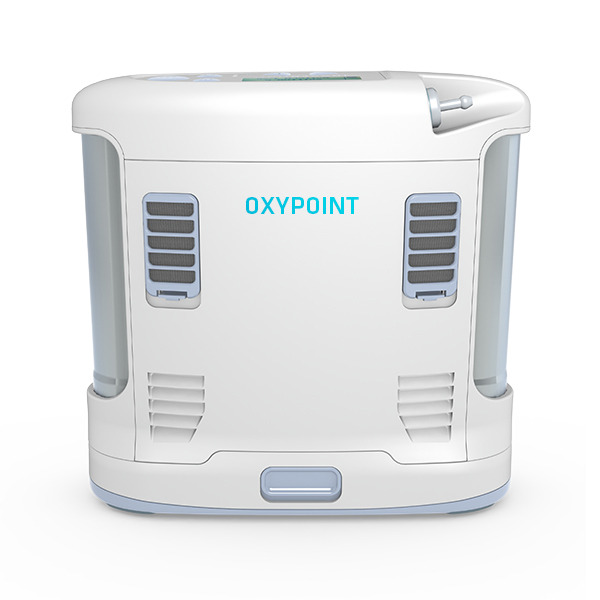
Легкий портативний концентратор кисню: Inogen One G3 (2,2 кг)

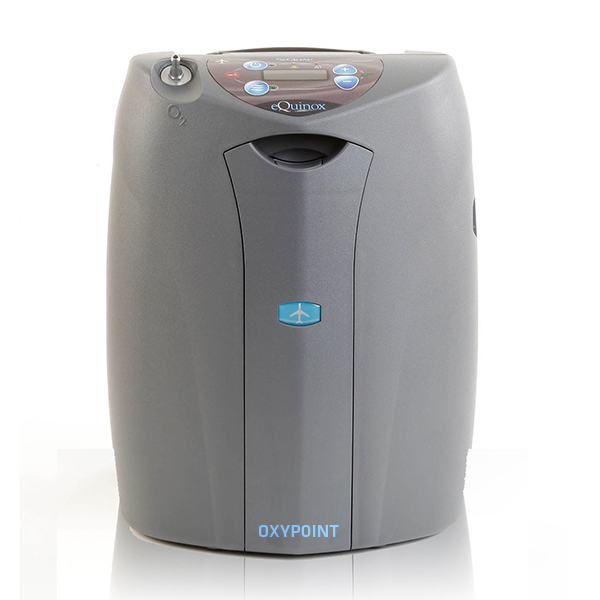
Sequal Equinox, концентратор з високим потоком кисню, який можна переносити

Портативний концентратор кисню (ПКК, англ. POC) — пристрій, що використовується для забезпечення кисневої терапії людям, які потребують більшої концентрації кисню, ніж його рівень у навколишньому повітрі. Пристрій схожий на домашній концентратор кисню (КК,англ. OC), але менший за розміром і більш мобільний. Вони досить малі для перевезення, і зараз багато моделей є затверджені FAA для використання у літаках.

## Розвиток
Медичні концентратори кисню були розроблені наприкінці 1970-х. Ранні виробники включали Union Carbide та Bendix Corporation. Спочатку вони задумувались як метод забезпечення безперервного джерела домашнього кисню без використання важких цистерн і частих доставлянь. Починаючи з 2000-х років, виробники розробляли портативні версії. З часу їх початкового розвитку надійність була покращена, і ПКК тепер виробляють від одного до шести літрів в хвилину (л/хв, LPM) кисню залежно від частоти дихання пацієнта. Найновіші моделі продуктів лише з переривчастим потоком важили в діапазоні від 1,3 до 4,5 кг (2,8 до 9,9 фунтів) та одиниці безперервного потоку (англ. CF) — від 4,5 до 9,0 кг (10 до 20 фунтів).

## Механізм дії
ПКК працюють за тим же принципом, що і домашній концентратор, адсорбція з перепадом тиску. Основна пристрою POC — це мініатюризований повітряний компресор, заповнений циліндр, що містить решето, резервуар для вирівнювання тиску, клапани та труби.
Впродовж першої половини першого циклу внутрішній компресор подає це повітря через систему фільтрів, відомих як молекулярне сито. Цей фільтр складається з цеолітових гранул, які притягують (за допомогою адсорбції) молекули азоту на свою поверхню сильніше, ніж вони притягують молекули кисню — це виводить азот з повітря і концентрує кисень. Коли досягається бажана чистота(концентрація) і перший циліндр досягає приблизно 20 psi. Коли тиск у першому циліндрі падає, азот десорбується, клапан закривається, і газ виходить у навколишнє повітря. Більша частина виробленого кисню доставляється пацієнту; частина подається назад у сита (при сильно зниженому тиску), щоб змити залишок азоту та підготувати цеоліт до наступного циклу. Атмосфера містить близько 21 % кисню і 78 % азоту; залишок 1 % — це суміш інших газів, які проходять цей процес. Система POC — це функціонально азотний скрубер, здатний постійно виробляти медичний кисень до 90 %.

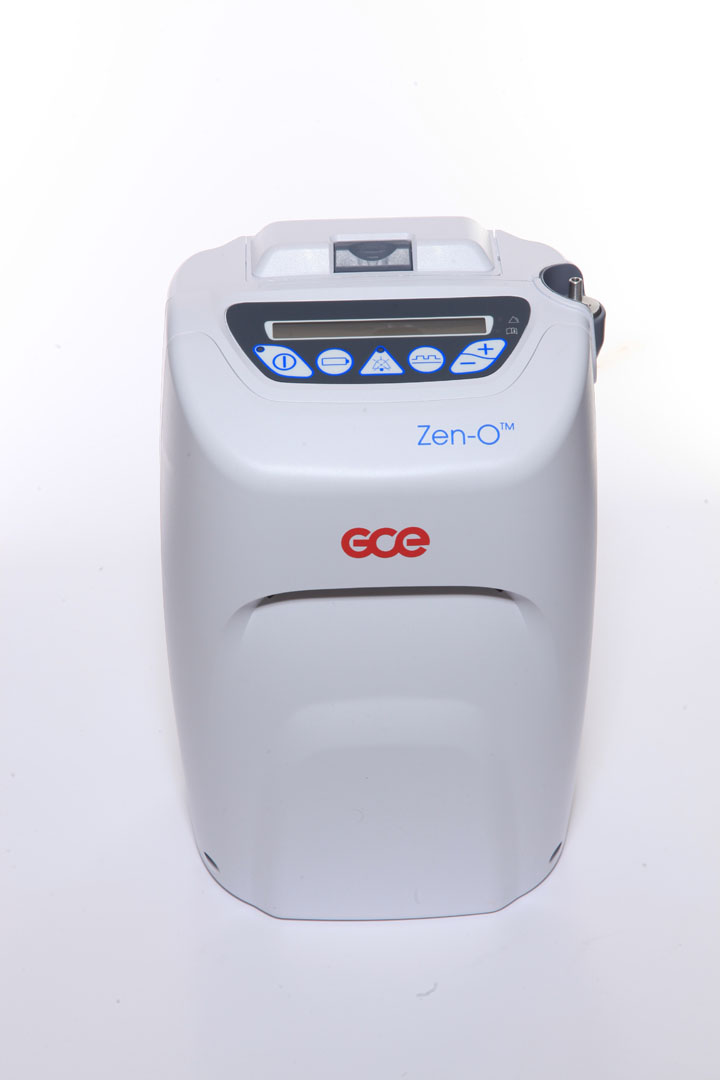
Портативний концентратор кисню Zen-O; він здатний працювати у імпульсному і безперервному режимі

Найважливішим фактором, що стосується ПКК, є його здатність забезпечувати адекватну кількість додаткового кисню для полегшення гіпоксії під час звичайної діяльності на основі циклів дихання пацієнтів. Інші змінні включають максимальну чистоту кисню, кількість і приріст налаштувань для регулювання потоку кисню, ємність акумулятора (або кількість додаткових батарей) та варіанти живлення для підзарядки.

### Імпульсне дозування
POC імпульсного дозування (також званий «періодичний потік» або «на вимогу») — це найменші пристрої, які часто важать лише 2,2 кг (5 фунтів). Їх невеликі розміри дозволяють пацієнту не витрачати енергію, отриману від лікування, на їх носіння. Тут пристрій періодично вводить об'єм (або болюс) кисню в мілілітрах на вдих (мл/вдих). Їх здатність зберігати кисень є ключовою для збереження агрегатів настільки компактними, не жертвуючи тривалістю подачі кисню. Більшість сучасних систем РОС забезпечують киснем під час імпульсного доставляння (на вимогу) до пацієнта за допомогою носової канюлі.

### Безперервний потік
У пристроях безперервного потоку подача кисню вимірюється в літрах за хвилину (л/хв, LPM). Забезпечення безперервного потоку вимагає збільшення молекулярного сита та насоса/двигуна в зборі, а також додаткової електроніки. Це збільшує розмір та вагу пристрою (приблизно 18–20 фунтів).
Є деякі одиниці, які здатні функціонувати в будь-якому режимі.
При «потоці на вимогу» або імпульсному потоці доза вимірюється величиною (в мілілітрах) «болюсу» кисню на вдих.

## Використання
Медичні:
Дозволяє пацієнтам застосовувати оксигенотерапію цілодобово та без вихідних та зменшувати смертність у 1,94 рази менше, ніж при нічному застосуванні.
Канадське дослідження в 1999 р дійшло висновку, що установка ПКК, що відповідає нормам, забезпечує безпечне, надійне та економічно ефективне первинне лікарняне джерело кисню.
Допомагає поліпшити толерантність до фізичних вправ, дозволяючи користувачеві довше займатися фізичними вправами.
Допомагає підвищити витривалість впродовж щоденних занять.
ПКК — це більш безпечний варіант, ніж перенесення кисневого бака, оскільки він робить чистіший газ за потребою.
ПКК стабільно менші та легші, ніж системи на базі, і можуть забезпечити більш тривалий запас кисню.
Комерційні:
Склодувна промисловість
Догляд за шкірою
Літаки без тиску
Нічні клуби кисневі бари, хоча лікарі та FDA висловили певне занепокоєння з цього приводу.

## Затвердження FAA
13 травня 2009 року Міністерство транспорту Сполучених Штатів (Department of Transportation, DOT) постановило, що авіаперевізники, що виконують пасажирські рейси вантажопідйомністю більше 19 місць, повинні дозволити мандрівникам з обмеженими можливостями користуватися затвердженим FAA ПКК. Правила DOT були прийняті багатьма міжнародними авіакомпаніями. Список ПКК (POC), затверджених для авіаперевезень, розміщений на вебсайті FAA.

## Нічне використання
Пристрої що працюють за принципом "на вимогу" не рекомендуються пацієнтам, які відчувають десатурацію киснем через апное сну, і зазвичай їм рекомендують маску CPAP. Для пацієнтів, де десатурація зумовлена поверхневим диханням, нічне використання POC є корисною терапією. Особливо з появою сигналів тривоги та технологій, які виявляють повільніше дихання пацієнта під час сну та відповідно регулюють розмір потоку або болюсу.